# Acraea albata
Acraea albata är en fjärilsart som beskrevs av Le Doux 1923. Acraea albata ingår i släktet Acraea och familjen praktfjärilar. Inga underarter finns listade i Catalogue of Life.